# Charles Daniels
Pour les articles homonymes, voir Daniels.
Charles Meldreum Daniels (né le 24 mars 1885 à Dayton et décédé le 9 août 1973 à Carmel Valley Village) est un nageur américain spécialiste des épreuves de nage libre.
Il mesurait 1,80 mètre pour 70 kg lors des Jeux olympiques de 1908.

## Palmarès
Aux Jeux olympiques de 1904, à Saint Louis, il remporte trois médailles d'or, une d'argent et une autre de bronze. 
Aux Jeux olympiques intercalaires de 1906 à Athènes, il remporte le 100 m nage libre. Puis pour sa deuxième participation aux jeux officiels, en 1908 à Londres, il remporte à nouveau le 100 m nage libre et obtient encore le bronze avec le relais 4 × 200 m.

### Jeux olympiques d'été
- Jeux olympiques d'été de 1904 à Saint-Louis (États-Unis) :
  -  Médaille d'or au 220 yards nage libre.
  -  Médaille d'or au 440 yards nage libre.
  -  Médaille d'or au titre du relais 4 × 50 yards nage libre.
  -  Médaille de bronze du 50 yards nage libre.
  -  Médaille d'argent au 100 yards nage libre.

- Jeux olympiques intercalaires de 1906 à Athènes (Grèce) :
  -  Médaille d'or du 100 m nage libre.

- Jeux olympiques d'été de 1908 à Londres (Royaume-Uni) :
  -  Médaille d'or du 100 m nage libre[4].
  -  Médaille de bronze au titre du relais 4 × 200 m nage libre.

### Autres titres
Il remporta les championnats des États-Unis, du Canada et de Grande-Bretagne du 100 yards.